# Église catholique copte
Pour les articles homonymes, voir Copte (homonymie).
L'Église catholique copte ou Église copte catholique est une des Églises catholiques orientales. Le chef de l'Église porte le titre de Patriarche d'Alexandrie des Coptes, avec résidence au Caire. Le titulaire actuel du siège est Ibrahim Isaac Sidrak, élu par le synode des évêques de l’Église le 15 janvier 2013 et confirmé par le pape le 18 janvier suivant.

Armoiries du Patriarcat copte catholique

Le titre de Patriarche d'Alexandrie est actuellement porté également par deux autres chefs d'Église.

## Histoire
L'Église d'Alexandrie existe depuis les temps apostoliques. Elle s'est divisée en deux branches après le Concile de Chalcédoine, la majorité adhérant à la doctrine monophysite formant l'Église copte orthodoxe (communion orthodoxe orientale), et la minorité confessant l'union hypostatique l'Église grecque-orthodoxe d'Alexandrie (communion orthodoxe).

### Contacts et activités missionnaires de l'Église de Rome

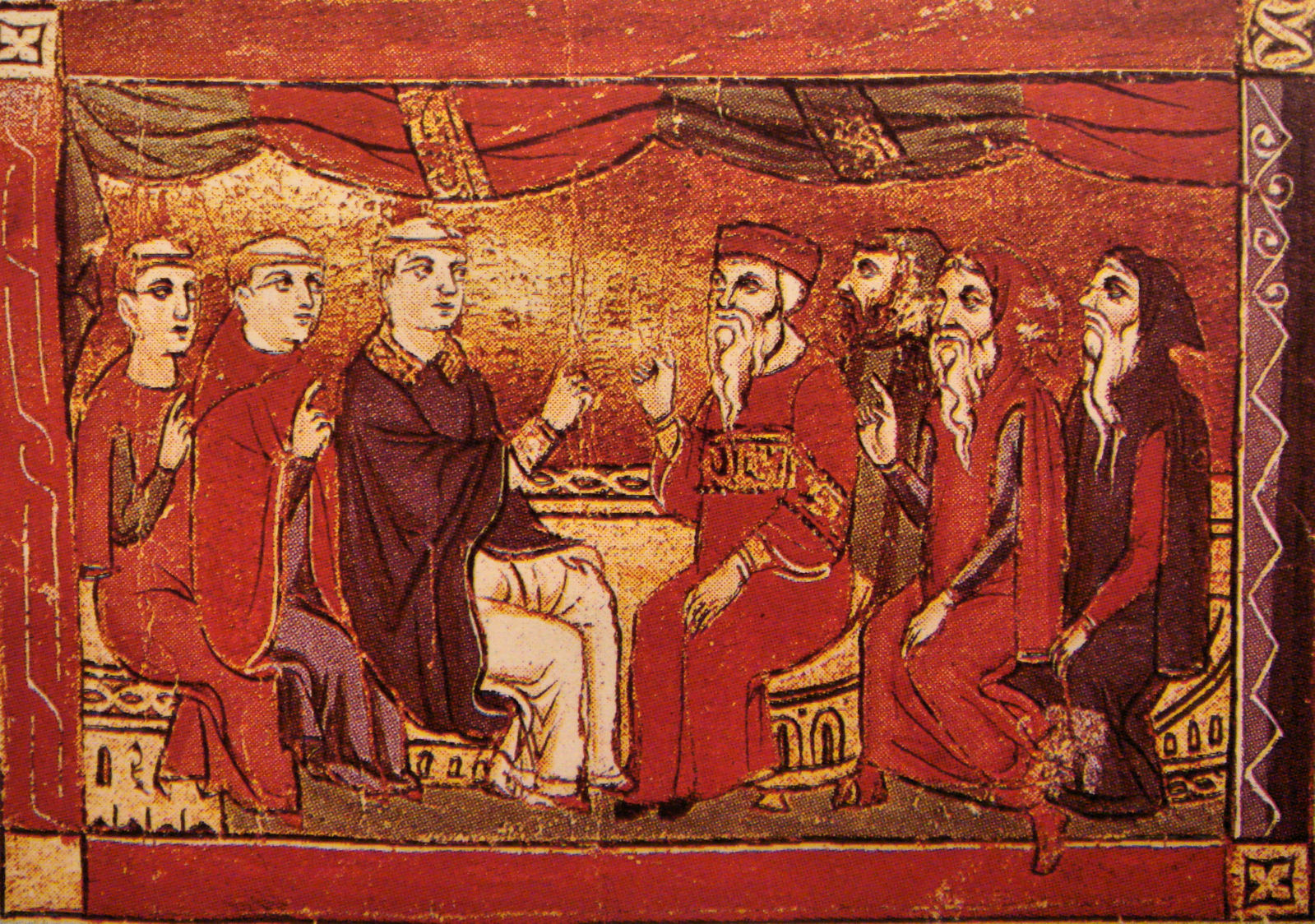
Illustration d'époque d'une conférence contradictoire tenue entre chrétiens latins et monophysites à Acre, en 1290.

Les contacts de l'Église catholique romaine avec l'Église copte débutèrent dès le XIIIe siècle, notamment à l'occasion des croisades qui implantent une présence latine durable en Orient. Des missionnaires dominicains et franciscains s'établissent à Alexandrie, et en 1237, le patriarche Cyrille III aurait envisagé la possibilité d'une union avec Rome.
En butte à la persécution du régime des Mamelouks, et espérant une intervention des souverains européens, le patriarche Jean XI envoie à la demande du pape Eugène IV une délégation au concile de Florence. Une union formelle est établie le 4 février 1442 avec la signature de la bulle Cantate Domino, mais cet acte allant contre la volonté de la majorité du clergé, il reste lettre morte en Égypte.

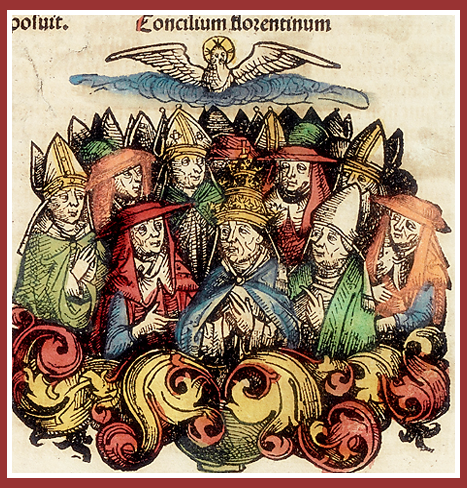
Le concile de Florence.

La domination ottomane est défavorable à l'Église d'Alexandrie, qui ne compte plus qu'environ 200 000 fidèles à la fin du XVIIIe siècle, soit 10 à 12% de la population. Cette époque est marquée par les tentatives répétées d'union avec l'Église de Rome. Entre 1561 et 1563, de longues négotiations en ce sens ont lieu entre le patriarche Gabriel VII et le pape Pie IV, puis entre 1582 et 1584 entre le patriarche Jean XIV et les papes Grégoire XIII, Sixte V et Clément VIII. En 1597, trois délégués d'Alexandrie signent à Rome une profession de foi catholique et de soumission au siège de Pierre, ratifiée par le patriarche Gabriel VIII. Le Collège copte de Rome est fondé en 1602. Mais l'opposition de la majorité du clergé et des fidèles coptes rend cette signature caduque.
Au XVIIe siècle, les efforts missionnaires caritatifs et éducatifs des franciscains d'Égypte préparent le terrain à d'autres tentatives d'union, d'autant qu'une certaine élite occidentalisée devient catholique, environ 4 300 fidèles en 1653. Le pape Urbain VIII nomme en 1644 pour les administrer un vicaire apostolique au Caire, le carme flamand Jacques Wurmers. Il s'agit aussi pour Rome de contrer l'influence de missionnaires protestants allemands qui tentent de propager les idées de la Réforme protestante parmi les moines du monastère Saint-Macaire.
À partir de 1723, un clergé copte catholique autochtone commence à être formé à Rome. Le premier vicaire apostolique né en Égypte est nommé en 1741, Athanase, évêque de Jérusalem, et ancien vicaire du patriarche copte Jean XVII, passé ensuite au catholicisme. En 1758, un autre évêque copte, Antoun Fleigel de Girgâ, fait acte de soumission au siège de Rome. En 1761, le pape Clément XIII approuve les constitutions d'un ordre monastique copte et éthiopien de Saint-Antoine établi à Rome, et élève à l'épiscopat Raphaël Toukhî, éditeur de livre liturgiques coptes. Les bases d'une hiérarchie catholique copte sont achevées d'être jetées lorsque Rosh Abou Qodsî de Girgâ est consacré en 1781 évêque du Caire et vicaire apostolique de la nation copte.

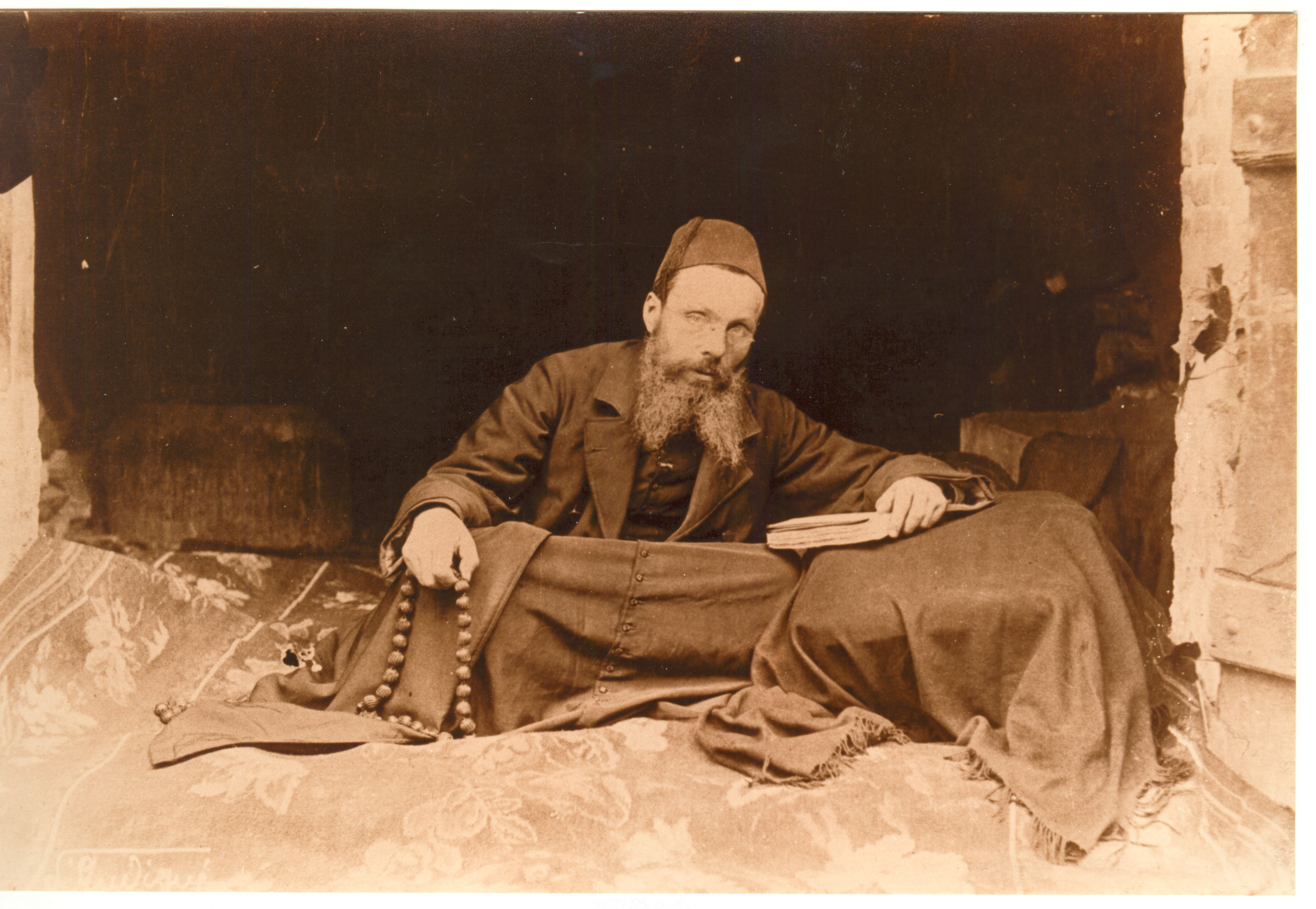
Henry Wellinger, missionnaire latin en Égypte au XIXe siècle.

Sous le gouvernement de Méhémet Ali, une certaine émancipation politique permet à l'Église catholique copte de se développer, et d'atteindre une certaine visibilité : Mo'hallim Ghali, un copte catholique, est ainsi le conseiller financier du roi. Sous l'impression équivoque que Méhémet Ali souhaitait la nomination d'un patriarche copte catholique, le pape Léon XII érige le vicariat apostolique en patriarcat le 15 août 1824 par la constitution apostolique Petrus apostolorum princeps, et nomme comme premier titulaire Maxime Givaïd. Un élève du collège copte de Rome, Abraham Khashur, reçoit des mains du pape l'ordination épiscopale afin de la donner lui-même à Givaïd. Mais Khashur est emprisonné dès son arrivée en Égypte, et le patriarche nommé doit recevoir l'ordination épiscopale au Liban des mains du patriarche grec-catholique melchite Ignace V. Jamais il ne peut prendre possession et son siège, et après sa mort en 1831, un simple vicaire apostolique est nommé pour administrer les coptes catholiques.
La progression sociale et numérique des coptes catholiques s'accentue sous la domination anglaise, favorable à l'action éducative des franciscains, des jésuites, et d'autres congrégations apostoliques. Certaines puissances européennes, comme la France et l'Autriche-Hongrie prennent en charge les intérêts des coptes catholiques afin d'en faire les relais de leur influence au Levant. En 1879, un petit séminaire copte est ouvert par les jésuites afin de préparer des candidats idoines à entrer au séminaire oriental de Beyrouth.

### Le patriarcat catholique copte

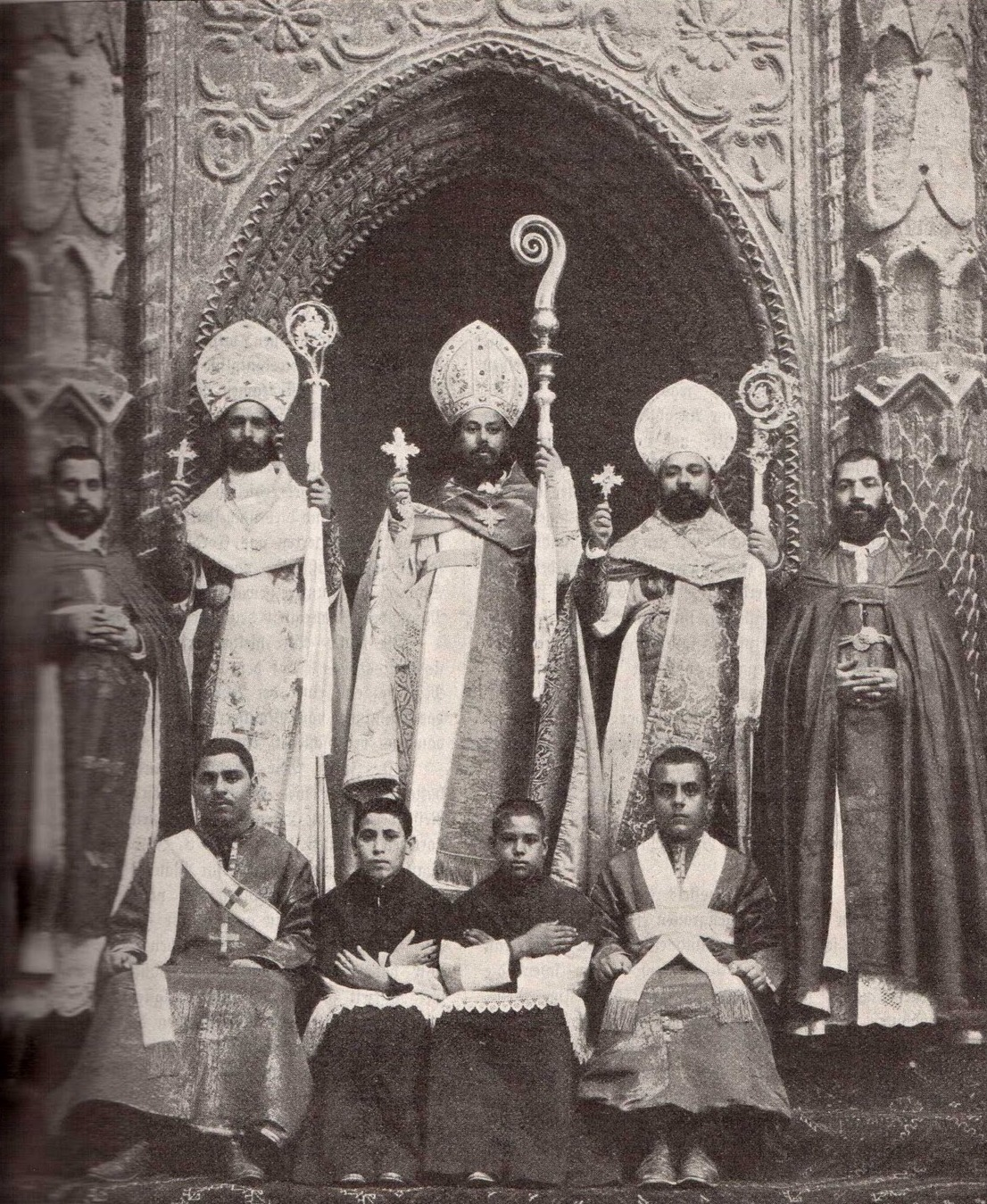
Cyrille II Macaire en 1900 entouré de son clergé.

En 1895, par la lettre apostolique Christi Domini, le pape Léon XIII érige de nouveau un patriarcat copte catholique d'Alexandrie, dont le premier titulaire est le prêtre et historien Cyrille Macaire, qui accède au trône patriarcal sous le nom de Cyrille II. Il est reconnu au point de vue légal par le khédive Abbas II Hilmi comme chef de sa communauté, régie en matière de statut personnel par un code fixé au concile du Caire de 1898. Le grand séminaire de Tahta ouvre ses portes en 1899, permettant la formation de prêtres entièrement sur le sol égyptien.
Ces initiatives de la part du siège de Rome représentent la concrétisation d'un tournant engagé à partir du milieu du  XIXe siècle, face au phylétisme extrême du clergé et des fidèles coptes orthodoxes, qui ne manifestent aucun intérêt à avoir des relations avec des chrétiens non-égyptiens, et ne souhaient aucun dialogue avec les Églises reconnaissant le Concile de Chalcédoine. Il ne s'agit désormais plus de restaurer la communion avec l'Église copte orthodoxe, objectif considéré comme alors impossible, mais de lui susciter un pendant catholique, fonctionnant comme un pôle d'attractivité envers les fidèles, généralement livrés à un clergé orthodoxe de très faible niveau moral, intellectuel, et spirituel. Il s'agit aussi de montrer que les Églises orientales peuvent entrer en communion avec le siège de Rome tout en conservant leur rite et coutumes propres. Dans ce but, Cyrille II écrit plusieurs ouvrages, dont La constitution divine de l'Église, expliquant l'ecclésiologie catholique en des termes traditionnels pour les orientaux.
Accusé de malversations financières et d'autoritarisme, Cyrille II est relevé de sa charge en 1908 par Pie X, et remplacé par l'administrateur apostolique Maxime Sedfaoui avant de recevoir comme successeur Marc II, nommé en 1947 par Pie XII. Au début du XXe siècle, la communauté copte catholique compte environ 150 000 fidèles.
Sous le patriarcat de Cyrille VI, l'Église copte orthodoxe s'engage sur la voie de l'œcuménisme, chemin marqué par des gestes significatifs comme la présence de délégués coptes orthodoxes au concile Vatican II, et la restitution par le pape Paul VI en 1968 de reliques de Saint Marc dérobées par des marchands vénitiens en 829. En 1973, une déclaration christologique commune est signée entre le patriarche Chenouda III et le pape Paul VI.
Le patriarche copte catholique d'Alexandrie est élu par le synode des évêques, avant que le pape de Rome confirme l'élection et lui remette le pallium, signe de communion. Il exerce sur son Église une autorité tempérée par celle du synode, qui élit les évêques dont le choix dont être approuvé ensuite par le pape. Il est conseillé par un conseil communautaire de laïcs.

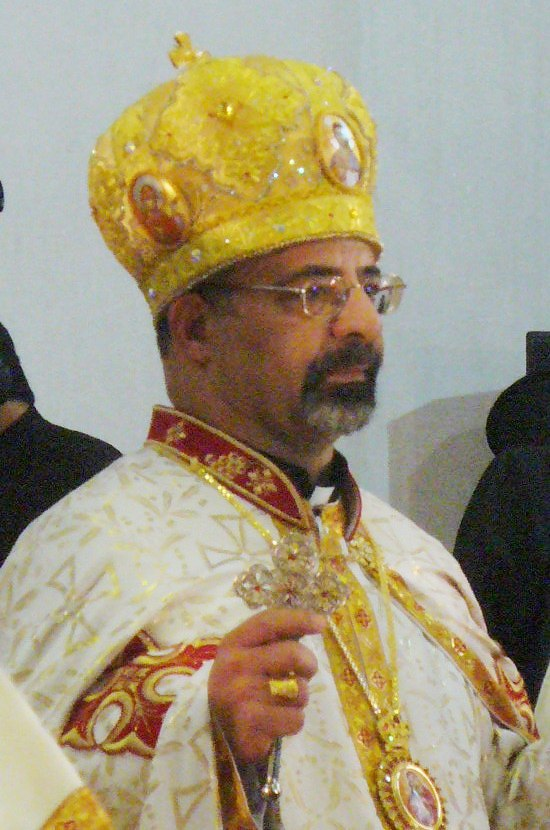
Le patriarche Ibrahim Isaac Sidrak.

#### Patriarches coptes catholiques
- Maxime Givaïd (1824-1831)
- Cyrille II (1899-1908)
- Marc II Khouzam (1947-1958)
- Stéphane I Sidarouss (1958-1986)
- Stéphane II Ghattas (1986-2006)
- Antoine Naguib (2006-2013)
- Ibrahim Isaac Sidrak (depuis 2013)

## Liturgie

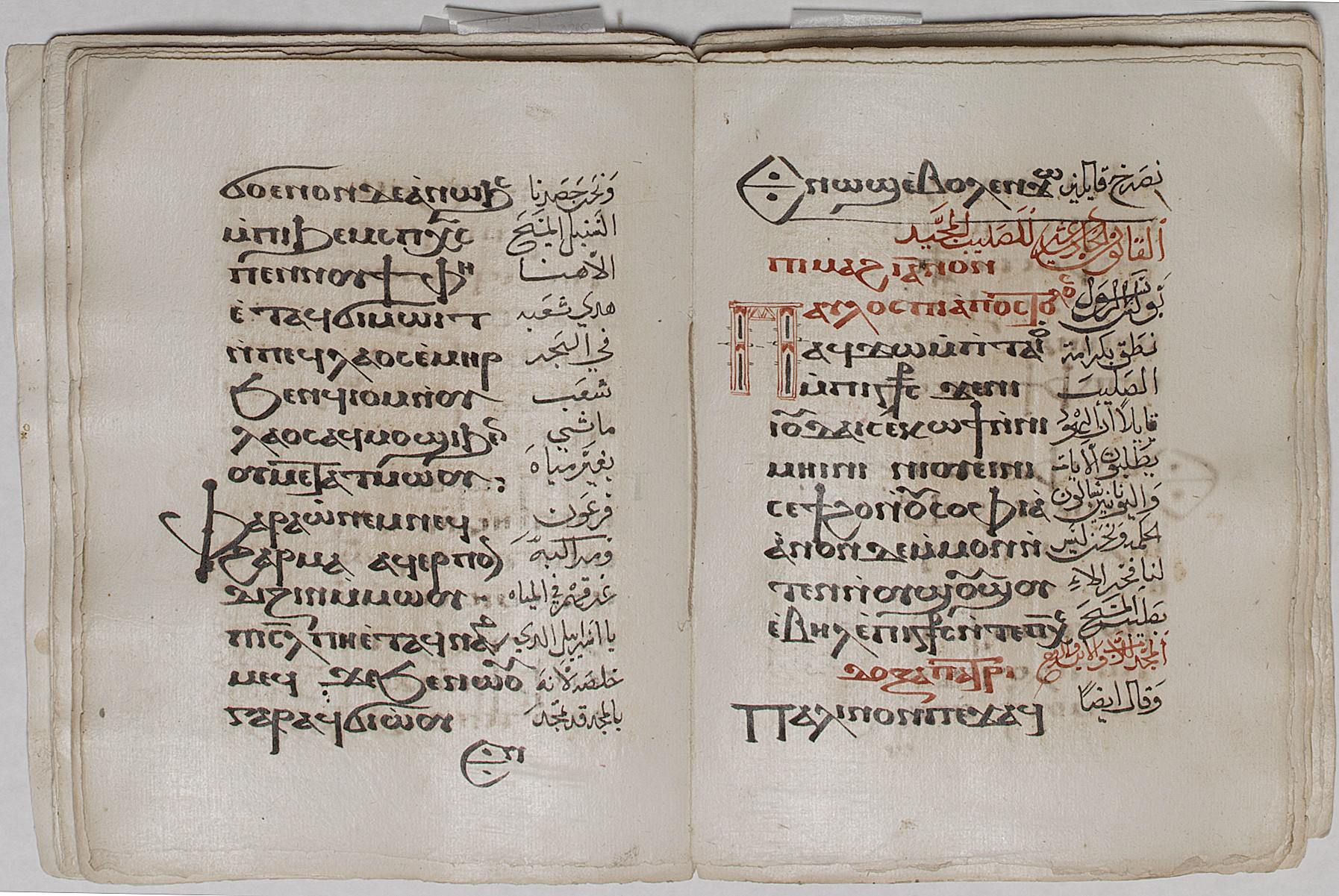
Livre liturgique copte, avec traduction arabe intégrée.

L'Église copte catholique utilise le rite copte, un rite de la famille liturgique alexandrine au même titre que le rite guèze pratiqué par l'Église catholique éthiopienne et l'Église catholique érythréenne. Les intellectuels coptes catholiques comme Raphaël Toukhî ont largement contribué à la recherche et à l'établissement de livres liturgiques fiables dans ce rite, notamment grâce aux moyens d'impressions comprenant des caractères coptes fournis par la typographie polyglotte de la Propaganda Fide établie en 1626, et la typographie médicéenne de l'orientaliste Giambattista Raimondi, fondée par Ferdinand Ier de Médicis, cardinal et duc de Toscane, au début du XVIIe siècle. Les influences latines, comme la dévotion au Sacré-Cœur, ont fortement imprégné la piété des fidèles, mais un effort de délatinisation de la liturgie est promu par le clergé dans la ligne du décret Orientalium Ecclesiarum du Concile Vatican II.
Après avoir suivi le calendrier grégorien entre 1903 et les années 1960, l'Église copte catholique utilise le calendrier julien, le décalage des fêtes avec sa contrepartie orthodoxe étant devenu par trop insupportable.

## Organisation

### Organisation territoriale
On compte 250 000 coptes catholiques dans le monde, une petite partie vivant en diaspora. L'Église est divisée en huit éparchies :

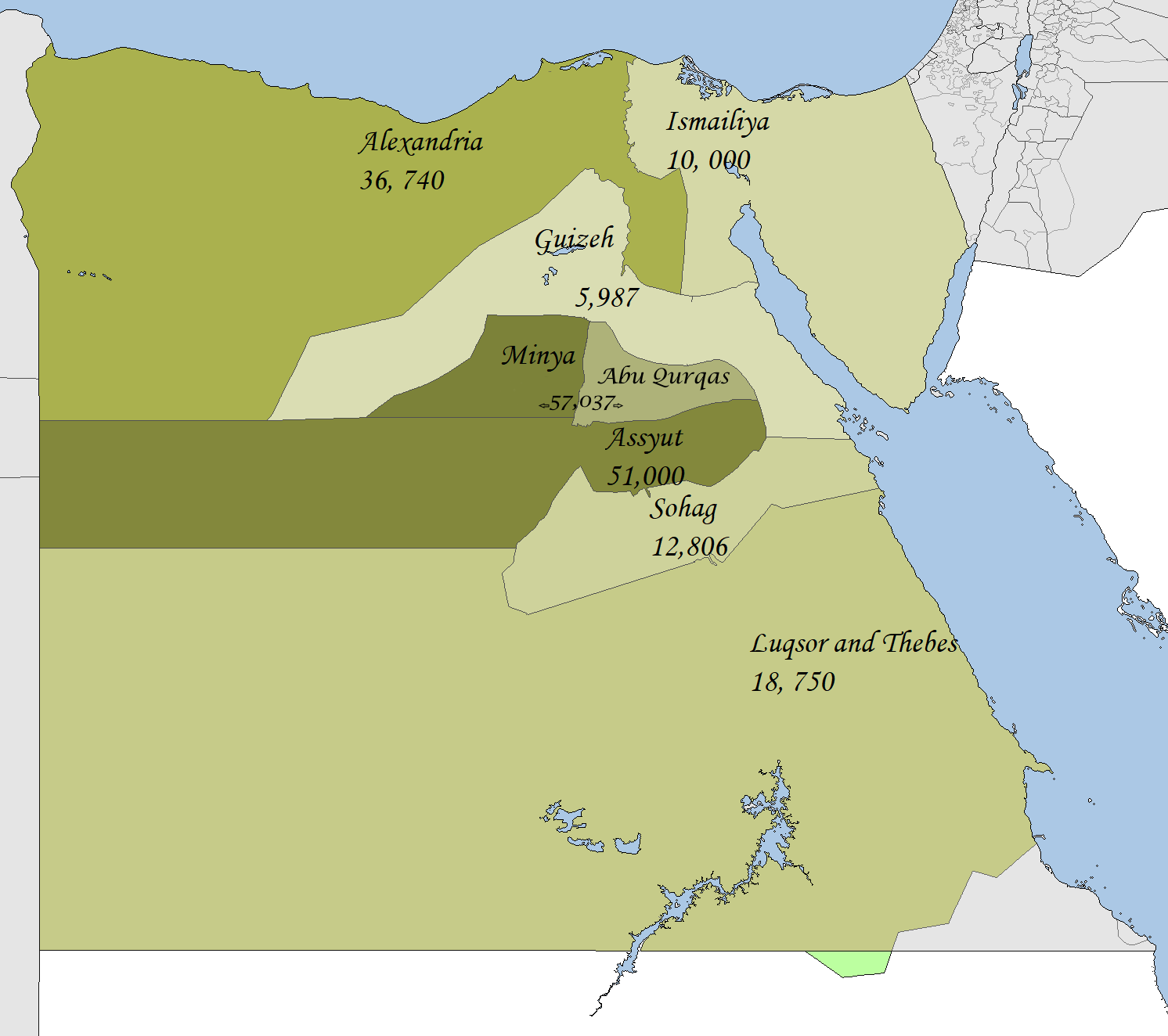
Carte des éparchies

- Carte des éparchiesAlexandrie (éparchie patriarcale)
- Abu Qurqas
- Assiout
- Gizeh
- Ismaïlia
- Louxor
- Minya
- Sohag

### Instituts de vie consacrée et apostolique
L'Église comprend deux congrégations religieuses féminines :
- Les Religieuses Égyptiennes du Sacré-Cœur,
- Les Sœurs coptes de Jésus et Marie.

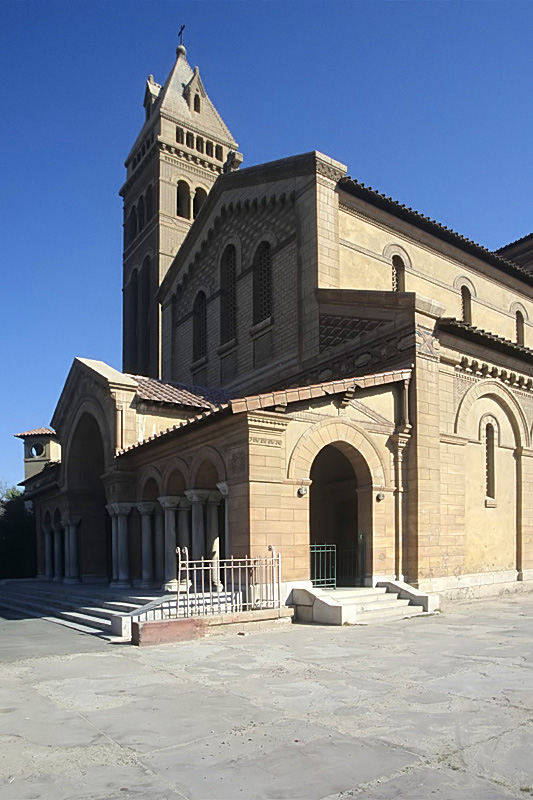
La cathédrale d'Ismaïlia.

Outre ces congrégations, certaines congrégations latines comme les franciscains comptent des provinces de rite copte, ou des maisons ayant adopté ce rite en Égypte. Elles sont actives dans les domaines de l'éducation et de l'action sociale, conférant à l'Église catholique copte un rayonnement hors de proportion avec son importance numérique.

### Formation du clergé
Pour la formation locale de son clergé, l'Église dispose du séminaire catholique copte Saint-Léon-le-Grand, à Ma'adi près du Caire, et du séminaire franciscain oriental Saint-Cyrille-de-Gizeh.

## Relations avec les autres Églises
L'Église est membre du Conseil des Églises du Moyen-Orient.